# Pleuranthodium pedicellatum
Pleuranthodium pedicellatum là một loài thực vật có hoa trong họ Gừng. Loài này được Theodoric Valeton miêu tả khoa học đầu tiên năm 1914 dưới danh pháp Alpinia pedicellata. Năm 1991, Rosemary Margaret Smith chuyển nó sang chi Pleuranthodium.

## Phân bố
Loài này có ở rừng bãi biển gần Bulu (tọa độ 6°24′15″N 147°31′6″Đ / 6,40417°N 147,51833°Đ), tỉnh Morobe, Papua New Guinea. Mẫu định danh số 16057 do Rudolf Schlechter thu thập ngày 29 tháng 12 năm 1907.